# 諾基亞Asha 230
諾基亞Asha 230是諾基亞生產的平板式智能手機，2014年2月24日發布。

## 規格
| 類型     | 智能手機                                                                |
| 手機規格 | 平板式                                                                  |
| 尺寸     | 高度：111.5（4.39英寸）；寬度：60.0（2.36英寸）；厚度：11.8（0.46英寸） |
| 重量     | 97.3克（3.43盎司）                                                      |
| 操作系统 | Nokia Asha Platform                                                     |
| 電池     | 1200 mAh                                                                |
| 顯示器   | 2.4英寸（61）                                                           |

## 外部連結
- （英文）諾基亞Asha 230——全球